# Tô mộc
Tô mộc, còn có các tên gọi khác là vang, tô phượng, vang nhuộm, co vang, mạy vang (danh pháp hai phần: Caesalpinia sappan), là một loài thực vật thân gỗ nhỏ, cao khoảng 5-10 mét, cho gỗ rất rắn, có màu đỏ nâu ở phần lõi và trắng ở phần ngoài, được tìm thấy ở khu vực Đông Nam Á. Gỗ của nó trong tiếng Anh gọi là brezel wood. Gỗ tô mộc đã từng là một trong các mặt hàng chủ yếu trong buôn bán giữa người Nhật Bản và người khu vực Đông Nam Á (đặc biệt là Xiêm La) trong thế kỷ 17 trên các chu ấn thuyền.

## Đặc điểm
Là loại cây ưa ánh sáng, sinh trưởng nhanh, ưa đất tốt và có thể sống được trong điều kiện bán khô hạn. Thân cây có nhiều gai. Cành non có lông mịn, sau đó hết lông và trở thành nhẵn, có gai ngắn. Lá kép lông chim, mọc so le. Có từ 10-15 lá chét nhỏ, hình ôvan hơi hẹp ở dưới và thuôn tròn ở đầu, mặt trên nhẵn, mặt dưới có lông mịn. Hoa 5 cánh màu vàng, mọc thành chùm ở đầu cành, từ khoảng tháng 6 tới tháng 9 hàng năm. Cuống có lông màu nâu gỉ sắt. Quả thuôn dẹt hình trứng ngược, vỏ rất cứng, có sừng nhọn ở đầu, trong chứa 3-4 hạt màu nâu vàng. Kích thước quả: dài 7–10 cm, rộng 3–4 cm. Cây chủ yếu mọc hoang ở rừng núi nhưng cũng được trồng ở nhiều nơi.

## Công dụng

### Y học
Theo Danh mục vị thuốc Lưu trữ ngày 26 tháng 4 năm 2006 tại Wayback Machine của Viện thông tin thư viện y học Trung ương (Việt Nam) thì nó thuộc về nhóm XVI-Hoạt huyết, khứ ứ. Nó được sử dụng trong y tế như là một loại thuốc kháng khuẩn với Stapylococcus, Salmonella, Shigella dysenteriae, tiêu viêm và cầm máu. Bộ phận sử dụng là gỗ từ thân cây được thu hái vào khoảng thời gian mùa thu-đông, sau đó cưa thành các đoạn nhỏ và phơi khô. Khi dùng chẻ mỏng, sắc đặc.

### Khác
Nó cũng là nguồn có giá trị để sản xuất một loại thuốc nhuộm có màu đỏ, được dùng để nhuộm các sản phẩm từ sợi bông. Tại Việt Nam, gỗ tô mộc còn là một trong những thành phần dùng để nấu nước rửa hài cốt khi cải táng. Phần lõi gỗ rắn, gần như không bị nứt nẻ và được sử dụng để chạm khắc đồ mỹ nghệ.
- Bộ phận dùng cây tô mộc
Chỉ dùng phần lõi gỗ màu đỏ sẫm, phơi khô vì hoạt chất tập trung ở lõi gỗ phần thân và cành to, tốt nhất nên lấy những cây trên 10 năm
- Các cách chế biến
• Ngâm kiệt: Gỗ tô mộc chẻ mỏng, ngâm với nước tỷ lệ 1:1, càng ngâm lâu tác dụng kháng sinh càng tốt.
• Dạng cao: Sắc tô mộc bình thường rồi cô lại thành cao lỏng để tiện bảo quản, dễ sử dụng, tăng khả năng diệt khuẩn
• Dạng viên: Phối hợp tô mộc với bột dược liệu khác như ngũ bội tử, búp ổi, các tá dược sau đó chia viên
• Brommo tô mộc: Gỗ tô mộc ngâm trong dung dịch Borat Natri 40% có tác dụng rửa vết thương, không gây đau rát, con vật ít liếm, vết thương mau lành.
• Glycerol tô mộc: Gỗ tô mộc chẻ mỏng ngâm trong dung môi kép bao gồm Glycerol, nước cất, cồn